# Bitis heraldica
Espèce
Synonymes
- Vipera heraldica Bocage, 1889

Bitis heraldica est une espèce de serpents de la famille des Viperidae. 

## Répartition
Cette espèce est endémique du centre de l'Angola.

## Publication originale
- Bocage, 1889 : Mélanges erpétologiques. II. Sur une vipère apparemment nouvelle d'Angola. Jornal de Sciencias Mathematicas, Physicas e Naturaes Academia Real das Sciencias de Lisboa, sér. 2, vol. 1, p. 127-128 (texte intégral).